# Hyggen
Hyggen är en tätort i Askers kommun i Akershus fylke i sydöstra Norge. Orten ligger vid fylkesväg 2684, på norra sidan av Drammensfjorden.
Tidigare har orten tillhört dåvarande Røykens kommun.